# Thal (Áustria)
Thal (Pronúncia alemã: AFI: [ˈtaːl]) é uma pequena vila austríaca, subúrbio da cidade de Graz. A vila tem cerca de 3,2 quilômetros a partir da fronteira de Graz. É muito famosa por ser o local de nascimento do ator, ex-fisiculturista e ex-Governador do Estado da Califórnia Arnold Schwarzenegger, e tem uma população de 2.138 habitantes.